# RC Gentbrugge
RC Gentbrugge was een Belgische voetbalclub uit Gentbrugge.
De club werd opgericht in 1951 en sloot in 1966 aan bij de KBVB met stamnummer 6926.
In 2016 werd de club opgeheven na een conflict met het stadsbestuur dat het huurcontract van het terrein beëindigde.

## Geschiedenis
De club speelde tot 1966 eerst in het Gents Liefhebbersverbond en daarna acht jaar in het Katholiek Vlaams Sportverbond en sloot toen aan bij de KBVB.
In het KVS speelde de club vijf jaar in de hoogste afdeling.
In de KBVB haalde de club maximaal Derde Provinciale, vanaf 1984 werd nog uitsluitend in Vierde Provinciale aangetreden en eindigde Racing meestal in de onderste helft van de klassering. In 1980 behaalde de club zijn laatste grote succes toen men kampioen werd in Vierde Provinciale.
Vanaf 2013 werden de terreinproblemen van de club acuut. Het veld aan de Oude Scheldeweg lag in de Gentbrugse Meersen, een natuurgebied, en tot overmaat van ramp kreeg de club met een brand te maken. De club verhuisde naar de Papiermolenstraat, het oude terrein van KFC Olympia Gent, waar nadien VK Sparta Gent speelde. Sparta Gent moest van het stadsbestuur plaatsmaken omwille van problemen met de jeugdafdeling.
In 2016 zegde het stadsbestuur, na beschuldigingen van racisme bij de club die door schepen Resul Tapmaz werden opgepikt, het huurcontract van het terrein aan de Papiermolenstraat op. Racing Gentbrugge had drie jaar eerder zijn eigen terrein in Gentbrugge, dat eigendom van voorzitter Etienne Van der Sypt was, aan de stad afgestaan en stond nu met lege handen. FC. Rooigem startte als nieuwe club onder stamnr 9662 in de Papiermolenstraat en nam de jeugdwerking van RC Gentbrugge grotendeels over. Sinds 2019-2020 brengt FC Rooigem ook een 1e elftal in competitie, dat uitkomt in 4e provinciale.
Men besloot uiteindelijk de club op te doeken.